# Comarca de Barú
La comarca de Barú fue una antigua división territorial que tuvo la República de Panamá entre 1938 y 1941, segregada de la provincia de Chiriquí. 
Fue creada junto con la comarca de Guna Yala (antigua San Blas) por la Ley 2 del 16 de septiembre de 1938, como una nueva entidad con el fin de administrar de forma separada el auge económico de la zona por las bananeras de la empresa Chiriquí Land Company.
La extensión de dicha comarca era similar a la del actual distrito de Barú, sumado al corregimiento de Cañas Gordas que fue segregado del distrito de Bugaba. Estuvo dividido en dos regidurías (Puerto Armuelles y Progreso) y un corregimiento (Cañas Gordas). La capital de la comarca fue Puerto Armuelles.
El gobierno comarcal fue semiautónomo, con un intendente a su cargo, siendo Franklin Bernal el único intendente.
Tras la asunción a la presidencia de Arnulfo Arias en 1941, se reformó la división política de Panamá a través de la Ley 103 del 12 de julio de 1941, eliminando algunas provincias y comarcas, incluyendo a la comarca de Barú, y fue reincorporado como un distrito de Chiriquí.